# 短距離弾道ミサイル

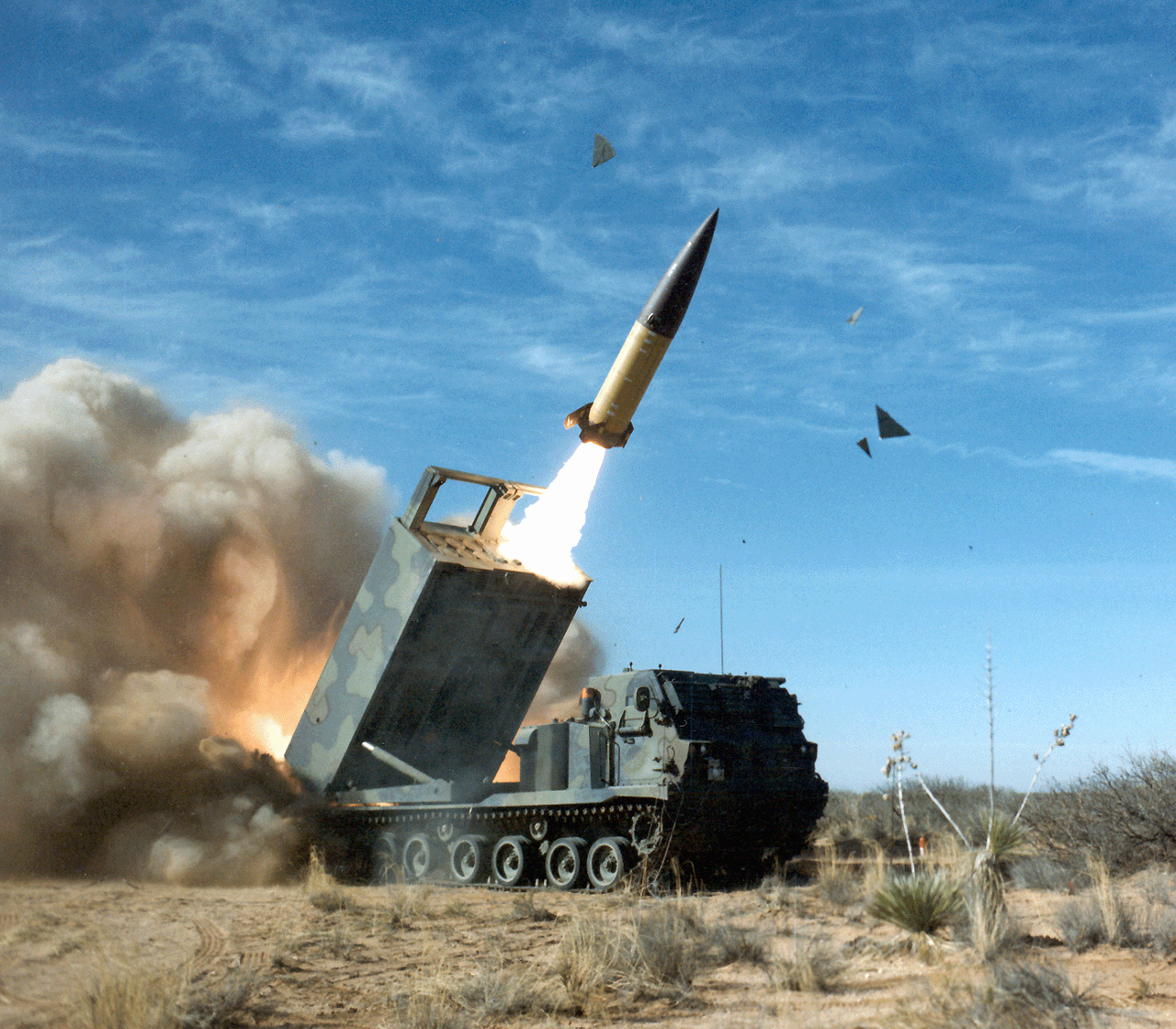
MGM-140 ATACMS

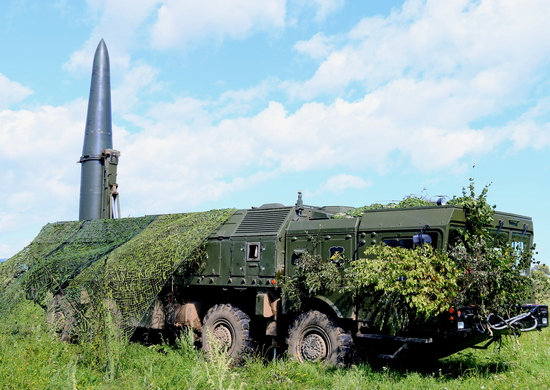
9K720

短距離弾道ミサイル（たんきょりだんどうミサイル、英語: short-range ballistic missile, SRBM）は、弾道ミサイルのうち射程が概ね1,000km以下のもの。準中距離弾道ミサイルとの差異は射程がやや短いのみで、厳密な区分はない。ただし、そのうち核弾頭を持つもので射程500km以下のものは戦術核兵器に分類され、500kmを超える射程を持つものは、中距離核戦力全廃条約の対象となっており、それぞれ別の核軍縮条約により制限及び撤廃されている。

## 概要
短距離弾道ミサイルは、同じ射程でも発射から着弾までの時間が軌道によって異なり、低軌道のディプレスド軌道（depressed trajectory）を選択した場合で5-6分、高軌道のロフテッド軌道（lofted trajectory）を選択した場合で10分程度である。車輌で運搬され、運搬車輌がそのまま発射機になるという移動式のものが多く、大陸間弾道ミサイルのようなミサイルサイロや、中距離弾道ミサイルのような発射台といった大掛かりな設備を建造する必要がないためコストが安く済む。また、運用も他の長距離弾道ミサイルと比較して簡便であったことから、多くの国が採用した。移動式にすることで、発射地点を事前に特定されないようにして生存性を高め、任務を遂行しやすくする目的もあった。高性能炸薬弾頭の他に核弾頭、化学兵器、中性子爆弾（放射線強化核弾頭）といったNBC兵器をはじめ、クラスター爆弾、燃料気化爆弾も装備可能であり、その形態は実に多様である。
大きさも様々である。V2ロケットの開発者であるヴェルナー・フォン・ブラウン博士も開発に携わったV2直系のアメリカ製PGM-11 レッドストーンで射程320km、全長21mであった。これは更に射程の長い大型弾道ミサイルや打ち上げロケットとなっていった。それとは別の系統でフランク・マリナ率いるジェット推進研究所（JPL）が開発したWACコーポラルを元にアメリカで独自に開発したMGM-5 コーポラルが射程100km前後で全長14mであった。この後、アメリカは概ね100-150kmの射程で小型化を図っており、アメリカ最後の戦術核ミサイルとなったMGM-52 ランスでは、射程125kmで全長6mまで小型化、非核弾頭のMGM-140 ATACMSでは射程165kmで全長4mにまで小型化している。これに対し、ソビエト連邦では、東側の代表的なスカッド・ミサイルを全長11-12mのままほとんど変えず、射程を伸ばす方向へ開発を進展させており、射程130kmのスカッドAに始まりスカッドDでは射程700kmを実現している。このことからも東西の弾道ミサイル思想の違いがはっきり表れている。

### 歴史
短距離弾道ミサイルの祖となったのは、ナチス・ドイツが開発した人類史上初の弾道ミサイルであるV2ロケットであり、その射程は300km程度であった。当時はそれよりも長い射程を持つ弾道ミサイルはなかったため、距離による区分はなく、単に戦術地対地ミサイルなどと呼ばれていたが、現在の区分に当てはめるならば短距離弾道ミサイルに分類できる。
また、V2ロケットの分析をもとにして開発されたアメリカ陸軍のMGM-5 コーポラルや、その後継のMGM-29 サージェントも当時は戦術地対地ミサイルと呼ばれていた。いずれも最大射程は100kmを少し超えるくらいである。弾道ミサイルという言葉が使われるようになったのがPGM-11 レッドストーンが配備された頃からであったために、アメリカ初の弾道ミサイルはレッドストーンと思われがちだが、コーポラルはレッドストーンが配備される1959年より前の1952年に実戦配備されており、発射後最初の数十秒間だけ加速し、その後は弾道飛行で飛翔するなどの特徴から判断すればコーポラルも弾道ミサイルに他ならない。同じようにソ連でもV2ロケットをもとにした拡大コピーで射程270kmを持つR-1（SS-1A）及びR-1の倍以上の射程600kmを持つR-2（SS-2）が開発されている。
冷戦期においては主に東ヨーロッパにおけるNATO加盟諸国とソ連及びワルシャワ条約機構に加盟する東欧諸国との国境付近における戦術核攻撃を目的として両陣営とも多数の短距離弾道ミサイルを配備していた。1991年の湾岸戦争では、イラク軍のソ連・ロシア製短距離弾道ミサイルスカッドの改良版「アル・フセイン」がイスラエル、サウジアラビア、バーレーンに対して使用され、これに対抗してアメリカ軍の地対空迎撃ミサイル「パトリオット」との撃ち合いが行われた。アメリカ軍のノーマン・シュワルツコフ司令官はほとんどすべてのスカッドを撃ち落としたと発表し、現地部隊を褒め称えたとされるが、イラクは撃ち落とされたスカッドはわずか数パーセントに過ぎないと発表し、主張が真っ向から対立した。後の研究報告ではパトリオットはPAC-2形態で弾道ミサイルの対処も考慮されていたが、後のPAC-3形態のような本格的なものでなかったことと、ソフトウェアの問題など多数の不具合があったため、スカッドにはあまり命中しなかったとされる。いずれにせよ、これによってスカッドとパトリオットは全世界にその名を知られることになった。

### 現在
戦術核ミサイルの全廃が米ソで合意に達したため、1992年の冷戦終結後、アメリカ製のミサイルを導入していた西側諸国では核弾頭を装備した短距離弾道ミサイルは射程500km以下のものも含めて姿を消しているが、中距離核戦力全廃条約などの核軍縮に関わることのなかった国では射程500kmを超えるミサイルが依然として対立する隣国に向けられて配備されている。インドとパキスタン、中華人民共和国と中華民国（台湾）がその適例である。
核装備の短距離弾道ミサイルを配備し続ける理由は、核技術は一定の水準には達しているものの、ミサイル技術や軍事費の問題から大陸間弾道ミサイルのような大型ミサイルを保有したくてもできない場合、仮想敵国とする国がアメリカとソ連のように海を隔てた場所でなく、国境を挟んですぐ隣りにあるために長距離のミサイルがそもそも必要ない場合などが主な理由であるが、各国の事情は様々である。
また、1980年代以降、朝鮮民主主義人民共和国（北朝鮮）を経由してスカッド・ミサイルの技術が拡散しており、多くの国で独自の改良版スカッドが造られている。このことも国際的な懸念事項となっている。

## 主な短距離弾道ミサイル
第二次世界大戦中
 ドイツ国
- V2ロケット

第二次世界大戦後
 アメリカ合衆国
- PGM-11 レッドストーン
- MGM-140 ATACMS

 ソビエト連邦
- R-1（SS-1、スカナー）
- R-11（SS-1B、スカッドA）
- R-17（SS-1C、スカッドB）
- OTR-21（SS-21、スカラベ）
- OTR-23（SS-23、スパイダー）

 ロシア
- 9K720（SS-26、ストーン）

 中国
- DF-1（東風1号）
- DF-11（東風11号）
- DF-15（東風15号）

 パキスタン
- シャーヒーン1
- ガズナヴィ (ミサイル)

 インド
- プリットヴィー
- プラレイ（英語版）[2]

 イラク
- アル・フセイン

 イラン
- ファテフ110
- ファーテフ313

 イスラエル
- エリコ1

 大韓民国
- 玄武-1
- 玄武-2A/2B

 中華民国（台湾）
- 天戟

 日本
- 島嶼防衛用高速滑空弾　ブロック1（開発中、事実上）[3]